# Lewis Shaw
Lewis Shaw (1910 – 1987) foi um ator britânico.

## Filmografia selecionada
- Confessions (1925)
- Carry On (1927)
- Zero (1928)
- The Marriage Bond (1932)
- The King's Cup (1932)
- Strange Evidence (1933)
- Early to Bed (1933)
- Open All Night (1934)
- Flat Number Three (1934)
- The Night Club Queen (1934)
- Are You a Mason? (1934)
- The Rocks of Valpre (1935)
- Once a Thief (1935)
- Death on the Set (1935)